# Tálas Ernő
Tálas Ernő (Jászladány, 1926. július 23. – Budapest, 2018. január 17.) magyar operaénekes.
A jászapáti Gróf Széchenyi István Gimnáziumban érettségizett 1944-ben. A Pázmány Péter Tudományegyetemen szerzett német–olasz szakos tanári oklevelet, majd a Liszt Ferenc Zeneművészeti Főiskolán énekművész-énektanári képesítést kapott 1956-ban. Az 1956-os forradalom és szabadságharc leverése után elhagyta Magyarországot. A Stockholmi Királyi Opera tenorja lett. A rendszerváltás után nyugdíjas éveiben visszatért hazájába. Dalestek állandó vendégeként szerepelt. Tagja lett a Krúdy Körnek.

## Elismerései
- Jászságért Díj (2005)
- Egyetemes Kultúra Lovagja (2016)
- Jászladány díszpolgára

Maglódon, a Jászberényi úti temetőben helyezték örök nyugalomra.